# Santo Bellina
Santo Bellina (Palermo, 22 settembre 1964 – Palermo, 24 gennaio 2023) è stato un attore italiano.

## Biografia
Attore di cinema e televisione, ha recitato in numerose serie televisive come Nassiryia - Per non dimenticare, Paolo Borsellino nel 2004 e Don Milani - Il priore di Barbiana nel 1997. Ha recitato in alcuni film come La scorta e Ragazzi fuori.
Santo Bellina è morto nel 2023.

## Filmografia

### Cinema
- Il pentito, regia di Pasquale Squitieri (1985)
- Storia di ragazzi e di ragazze, regia di Pupi Avati (1989)
- Il male oscuro, regia di Mario Monicelli (1990)
- Un metrò all’alba, regia di Fabrizio Lori (1990)
- Ragazzi fuori, regia di Marco Risi (1990)
- Nostalgia di un piccolo grande amore, regia di Antonio Bonifacio (1991)
- Briganti - Amore e libertà, regia di Marco Modugno (1993)
- Magnificat, regia di Pupi Avati (1993)
- La scorta, regia di Ricky Tognazzi (1993)
- Apocrifi sul caso Crowley, regia di Ferdinando Vicentini Orgnani – mediometraggio (1994)
- I mitici - Colpo gobbo a Milano, regia di Carlo Vanzina (1994)
- Il viaggio della sposa, regia di Sergio Rubini (1997)
- Li chiamarono... briganti!, regia di Pasquale Squitieri (1999)
- ...e dopo cadde la neve, regia di Donatella Baglivo (2005)
- Come il vento, regia di Marco Simon Puccioni (2013)

### Televisione
- È proibito ballare, regia di Pupi Avati – sitcom (1989)
- Testimone oculare, regia di Lamberto Bava – film TV (1989)
- Aquile – serie TV (1990)
- La piovra 5 - Il cuore del problema, regia di Luigi Perelli – miniserie TV (1990)
- L'abbandono, regia di Lionello Massobrio (1990)
- Il ritorno di Ribot, regia di Pino Passalacqua – miniserie TV (1991)
- La piovra 7 - Indagine sulla morte del commissario Cattani, regia di Luigi Perelli – miniserie TV (1995)
- Dove comincia il sole – serie TV (1997)
- Don Milani - Il priore di Barbiana, regia di Andrea Frazzi e Antonio Frazzi – miniserie TV (1997)
- Kidnapping - La sfida (Kidnapping - Ein Vater schlägt zurück), regia di Cinzia TH Torrini – film TV (1998)
- Il morso del serpente, regia di Luigi Parisi – film TV (2001)
- Sarò il tuo giudice, regia di Gianluigi Calderone (2001)
- Paolo Borsellino, regia di Gianluca Maria Tavarelli – miniserie TV (2004)
- Distretto di Polizia – serie TV, episodio 5x17 (2005)
- Nassiriya - Per non dimenticare, regia di Michele Soavi – miniserie TV (2007)
- Distretto di Polizia – serie TV, episodio 8x03 (2008)
- Due imbroglioni e... mezzo!, regia di Franco Amurri – miniserie TV (2010)
- R.I.S. Roma - Delitti imperfetti – serie TV, episodio 1x17 (2010)[2]
- Squadra antimafia - Palermo oggi – serie TV, episodi 3x01-3x02-3x03 (2011)
- R.I.S. Roma - Delitti imperfetti – serie TV, episodio 3x09 (2012)[3]
- La porta rossa – serie TV (2017)
- Delitto di mafia - Mario Francese, regia di Michele Alhaique – film TV (2018)
- Il cacciatore – serie TV (2018)